# Semiothisa ageta
Semiothisa ageta là một loài bướm đêm trong họ Geometridae.